# Lonchaea silbacola
Lonchaea silbacola är en tvåvingeart som beskrevs av Macgowan 2006. Lonchaea silbacola ingår i släktet Lonchaea och familjen stjärtflugor.
Artens utbredningsområde är Afghanistan. Inga underarter finns listade i Catalogue of Life.